# Багатофазний струм
Багатофа́зний стру́м (багатофазна система) — сукупність зв'язаних між собою електричних кіл змінного струму однакової частоти. Найпоширеніший трифазний змінний струм.